# Pavlov (district de Kladno)
Pour les articles homonymes, voir Pavlov.
Pavlov (en allemand : Paulhof) est une commune du district de Kladno, dans la région de Bohême-Centrale, en Tchéquie. Sa population s'élevait à 203 habitants en 2020.

## Géographie
Pavlov se trouve à 7 km au sud-est du centre de Kladno et à 20 km à l'ouest du centre de Prague.
La commune est limitée par Dolany au nord-oues, par Hostouň au nord et à l'ouest, par Červený Újezd au sud-est et par Unhošť au sud et à l'ouest.

## Histoire
La première mention écrite de la localité date de 1519.